# 1. jízdní armáda (SSSR)

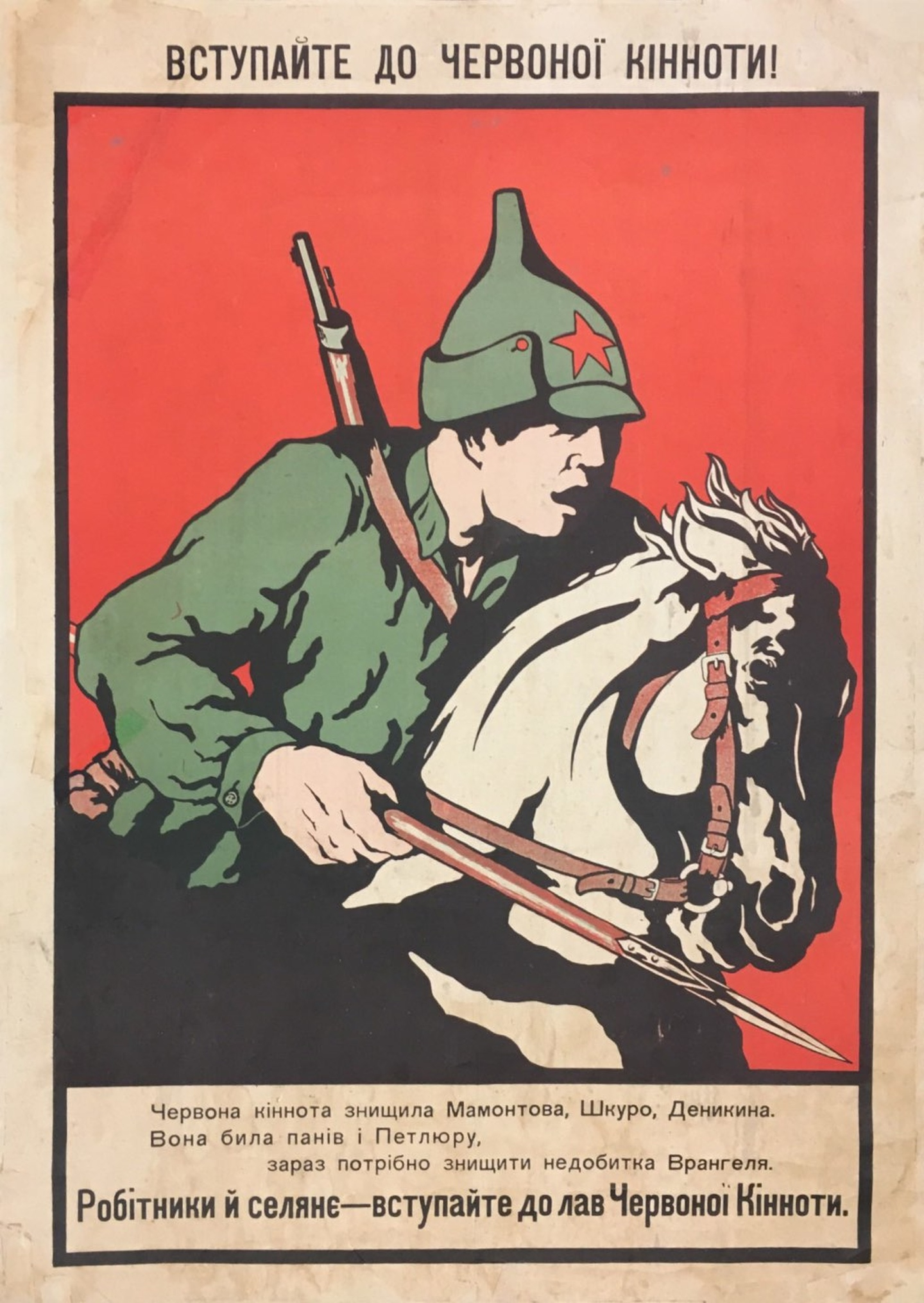
Propagandistický plakát vyzývající ke vstupu do jezdectva

První jízdní armáda (rusky Первая Конная армия, 1-я Конная армия, zkráceně Конармия) byla kavaleristická armáda Rudé armády účastnící se bojů ruské občanské a polsko-sovětské války.
Vznikla v listopadu 1919 jako reakce na používání kozácké jízdy bílými armádami. Při jejím vzniku do ní byli zařazeni všichni do té doby sloužící kavaleristé v Rudé armádě. Díky tomu, že zde sloužily jen jízdní oddíly, získala armáda neocenitelnou pohyblivost a byla tak nasazována k překvapivým úderům, po kterých se rychle stáhla zpět. Jejím prvním velitelem byl Semjon Michajlovič Buďonnyj.

## Ruská občanská válka
Za občanské války byla Konarmija nasazena v týlu Děnikinových vojsk, kde působila velké škody na zásobování frontové linie. Poté působila na Kavkazu, kde ničila zbytky bělogvardějských sil.

## Polsko-sovětská válka
Po polské ofenzívě na Ukrajině a obsazení Kyjeva v květnu 1920 byla I. jízdní armáda přemístěna z Kavkazu a nasazena do čela protiútoku Rudé armády. Rozkaz byl vydán 10. března 1920. Armáda se zrovna nacházela v oblasti u Majkopu. Na cestu se vydala 3. dubna a o dva týdny později už překračovala v Rostově Don. 28. pak dobyli Huljajpole, hlavní základnu anarchisty Nestora Machny. Na místo svého určení se dostala po třiceti dnech pochodu, jímž překonala 1200 kilometrů. Poté participovala na ofenzívě Rudé armády na Ukrajině. Její jednotky pronikly až na 19 kilometrů k Varšavě, než byly odraženy a nuceny se stáhnout.

## Členění
Tento seznam je neúplný.
- 4. jezdecká brigáda
  - 21. jezdecký pluk
  - 22. jezdecký pluk
- 6. jezdecká brigáda
- 11. jezdecká brigáda
- 14. jezdecká brigáda

K armádě byly také přiřazeny 4 obrněné vlaky a tři letecké eskadry.

## Známí členové 1. Konarmiji
- Semjon Michajlovič Buďonnyj - velitel 1. jízdní armády
- Kliment Jefremovič Vorošilov - komisař 1. jízdní armády
- Pavel Semjonovič Rybalko - komisař 14. jezdecké brigády 1. jízdní armády
- Isaak Babel - komisař